# BBÖ 1080 sorozat
Az ÖBB 1080 egy osztrák E tengelyelrendezésű villamosmozdony-sorozat volt. A Siemens-Schuckert és a  Krauss gyártotta 1924 és 1927 között, majd 1929-ben. Összesen 30 db készült a sorozatból. Az ÖBB 1993-tól kezdte selejtezni a sorozatot.